# Anticharta
Anticharta war die Gegenreaktion der herrschenden Kommunistischen Partei der Tschechoslowakei auf die Charta 77, ein Kommuniqué der künstlerischen Opposition. Sie wurde nach Parteiangaben von über 2000 Künstlern unterschrieben.
Das Zentralorgan der kommunistischen Partei, Rudé právo, veröffentlichte am 12. Januar 1977 eine Erklärung unter der Überschrift Die Gestrandeten und Usurpatoren (tschechisch Ztroskotanci a samozvanci), in der das Vorgehen der Opposition verurteilt wurde. Den Unterzeichnern der Charta wurde unterstellt, die ehrliche Arbeit des Volkes zu boykottieren. Für den 28. Januar 1977 wurden in das Nationaltheater Nationalkünstler, Schauspieler und weitere Persönlichkeiten des öffentlichen Lebens eingeladen. Vor diesem ausgewählten Publikum verlas die Schauspielerin Jiřina Švorcová die Resolution tschechoslowakischer Ausschüsse künstlerischer Verbände, die zum künstlerischen Wirken im Namen des Sozialismus und Friedens und zur Loyalität zum kommunistischen Regime aufriefen. In den darauffolgenden Tagen wurden viele Bürger an ihren Arbeitsplätzen gezwungen, die Anticharta zu unterzeichnen. Wer nicht unterschrieb, musste mit Problemen rechnen.
Laut einer Veröffentlichung im Zentralorgan Rudé Právo vom 31. Januar 1977 sollen zahlreiche Künstler diese Anticharta unterschrieben haben.  Eine ähnliche Veranstaltung fand am 4. Februar 1977 im Theater der Musik (Divadlo hudby) statt. Am 12. Februar 1977 meldete das Parteiorgan, dass insgesamt 76 Nationalkünstler, 360 verdiente Künstler und weitere siebentausend Personen die Charta unterzeichneten.
Allerdings war das Verzeichnis nie allzu glaubhaft, da sich darunter auch Namen von Personen befanden, die die Unterschrift nicht geleistet hatten. Viele der in der Tageszeitung aufgeführten Künstler und Persönlichkeiten gaben an, die Unterschrift verweigert zu haben. Andere gaben an, dass sie nicht den Mut aufbrachten, gegen die Fehlinformation zu protestieren, andere unterschrieben unter Druck später, ein Teil gab an, dass sie gegen die Veröffentlichung ihres Namens vergeblich protestiert hätten. Allerdings gab es vor dem Ende der kommunistischen Diktatur 1989 keine vernünftige Möglichkeit, diesen Protest öffentlich zu machen. Manche schließlich, beispielsweise der berühmte, damals schwerkranke Schauspieler Jan Werich, wollen die Liste für eine Anwesenheitsliste der Veranstaltung gehalten, ihre wahre Bedeutung mithin nicht erkannt haben.
Ein kleiner Teil der Künstler, wie zum Beispiel Bohumil Hrabal oder Vladimír Neff, durften, nachdem sie die Unterschrift geleistet hatten, ihre Werke wieder veröffentlichen.